# Оружане снаге Швајцарске
Не мешати са Швајцарска гарда
Швајцарске оружане снаге су швајцарска народна тј. регуларна војска. У државном војном систему од укупног броја активних војника, професионални војници чине 5% док остатак чине мушки грађани узраста од 19-35 (у неким случајевима о до 50) година. Због дуге историје Швајцарске као неутралне државе Швајцарске оружане снаге не учествују у конфликтима већ сам у мисијама за одржавање мира.
Структура Швајцарске војске предвиђа да војници држе своју личну опрему укључујући и оружје код куће. Са напуњених 18 година мушкарци су дужни да прођу основну обуку која траје од 18 до 21 недеље, жене нису у обавези али могу добровољно да прођу обуку. Годишње 20.000 људи прође обуку.
Од 1989. било је више покушаја да се распусте Швајцарске оружане снаге тј. да Швајцарска постане држава без војске. Дана 26. новембра 1996. године одржан је један такав референдум. Предлог није прошао али је задобио добру подршку. Све до 11. септембра 2001. и терористичког напада у САД када је недуго после тог напада у Швајцарској одржан је референдум и таква иницијатива је била поражена за више од 77%.
Популарна реформа „Војске XXI" одржана 2003. године, променила је претходни модел „Војске 95" тј. смањила капацитет људства са претходних 400.000 на 200.000 тј. 120.000 активног састава и 80.000 резервног који су обавили пуну војну обуку која је неопходна.